# Acmaeopsoides rufula
Acmaeopsoides rufula (лат.) — вид жуков-усачей из подсемейства усачиков. Распространён в Канаде и США. Обитают на сфагновых болотах, на которых произрастает ель чёрная. Кормовым растением личинок вероятно является ель. Имаго питаются на цветках Heracleum maximum, Prunus virginiana и Thalictrum dasycarpum.